# 炭疽桿菌
炭疽桿菌是一種棒狀的革蘭氏陽性菌，長約1至6微米，這種細菌通常以內孢子之型態出現在土壤中，並可藉此狀態存活數十年之久，一旦由牲畜攝入，孢子便開始在動物體內大量複製，最後造成死亡，隨後於屍體中仍能繼續繁殖，而當細菌將宿主養分用盡，又將重回睡眠態的孢子。

## 歷史
德國醫師兼科學家羅伯·柯霍（Heinrich Hermann Robert Koch）首先於1870年分離出造成炭疽病的細菌。當時科學界針對生命的來源，在自然發生論和細胞理論兩種學說之間爭論不已，而此項研究首度證明微生物具有造成疾病的能力，在一系列開創性的實驗中，揭開炭疽桿菌的生活史和傳播途徑，不僅增進醫學對炭疽的認識，更闡明微生物在疾病中所扮演的重要角色。柯霍進一步研究其他疾病致病機轉，於1905年因研究結核桿菌獲得諾貝爾生理學或醫學獎，因此今日生物相關學科將羅伯·柯霍視為細菌學之父。

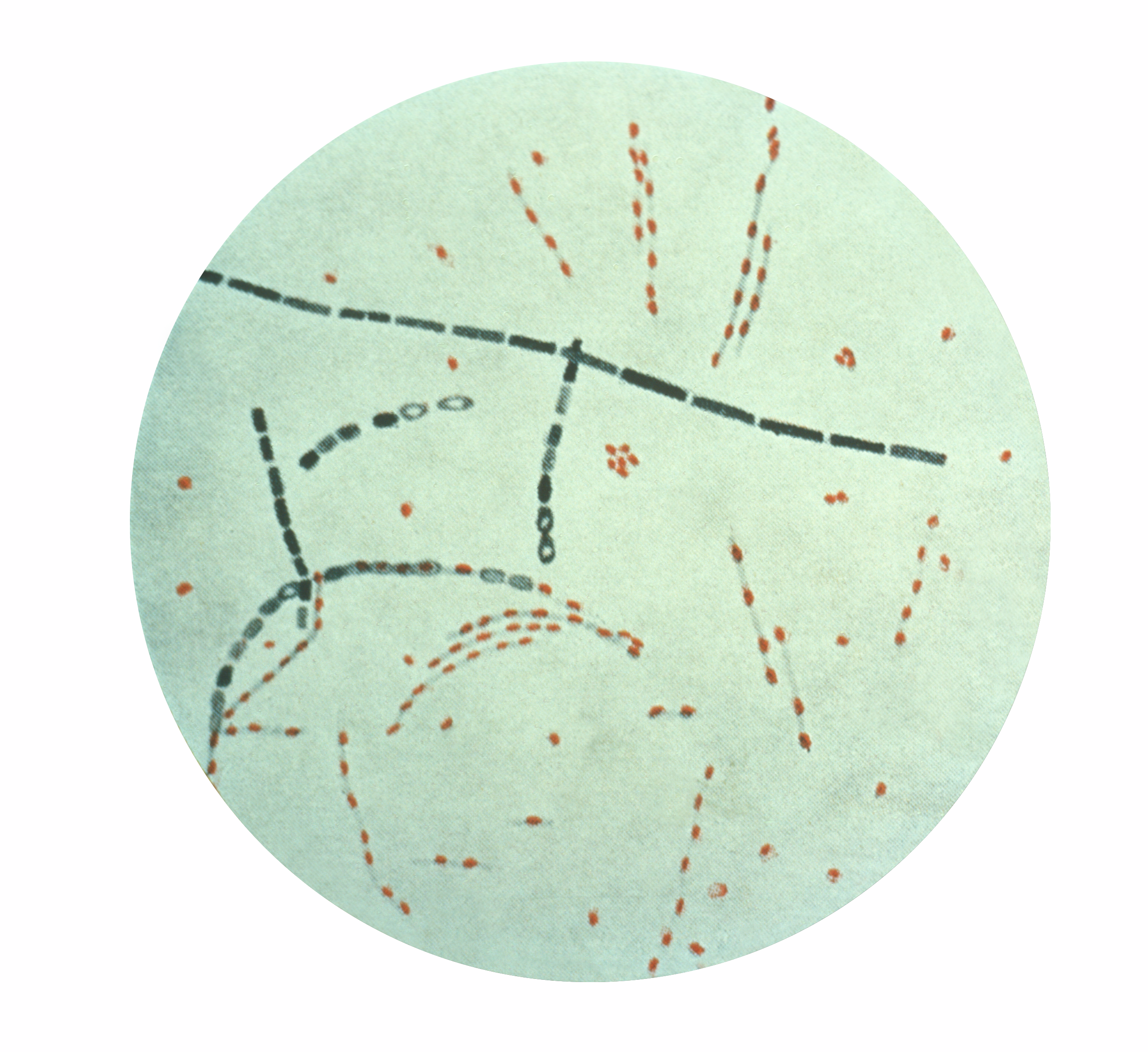
炭疽桿菌炭疽芽孢桿菌的顯微照片（品紅 - 亞甲基藍孢子染色）

## 感染過程
炭疽孢子先被侷限並且受到免疫系統專門用來對付侵入者的吞噬作用吞食，在吞噬細胞內，孢子轉變為桿菌，開始大量複製並且最後脹破被寄生的細胞，釋放大量細菌進入血液循環，並釋放具有三部分的毒素，包括保護細菌的莢膜成分、炭疽毒素、水腫因子及致死因子，攻擊許多特定的細胞和組織。
研究者認為致死因子可能造成巨噬細胞製造過多的腫瘤壞死因子α和第一介白質β，這兩種免疫系統經常用來引發發炎反應的介質，最終導致敗血性休克、甚或死亡；然而近年研究證據指出，炭疽桿菌也會針對血管最內層的內皮細胞，造成類似出血的血管細縫，將可進一步成為缺血性休克，而非敗血性休克。

## 采样
- 利用纤维海绵在无孔表面采样
- 利用大泡拭子在无孔表面采样

## 外部連結
- Bacillus anthracis(炭疽桿菌) （页面存档备份，存于）
- Bacillus anthracis （页面存档备份，存于） genomes and related information at PATRIC （页面存档备份，存于）, a Bioinformatics Resource Center funded by NIAID （页面存档备份，存于）
- Hazards in Animal Research Database - Bacillus anthracis[永久]
- Pathema-Bacillus Resource